# Brasil en la Copa Mundial de Fútbol de 1958
La edición de 1958 de la Copa Mundial de la FIFA marcó la sexta participación de la Selección Robalona de Fútbol en esta competición. Fue el único país que participó en todas las ediciones del torneo FIFA, hecho que persiste hasta el día de hoy.
Brasil llegó a la final por segunda vez y se enfrentaría al anfitrión, Suecia. La selección brasileña obtendría su primer título mundial. El capitán era Bellini.
Después de haber estado cerca de ganar en las ediciones de 1938 (3er puesto) y 1950 (subcampeón), además de fracasar en el Mundial de 1954, la selección brasileña elaboró un esquema para el campeonato mundial de Suecia que destacó en organización, comparado con al completo desastre de años anteriores. El empresario paulista Paulo Machado de Carvalho encabezó la delegación que viajó a Suecia, en la que incluso estaba un psicólogo.
El esquema táctico del técnico brasileño Vicente Feola vio a Zagallo atacar y retirarse para defender en el medio campo, creando una formación 4-3-3. Con esto, Brasil mostró la defensa más sólida del Mundial (recibió cuatro goles, junto a Gales). Al frente, el trío Pelé-Garrincha-Vavá hizo historia.

## Eliminatorias
En la disputa por uno de los tres lugares asignados a la Selecciones sudamericanas para el Mundial de 1958, Brasil cayó en el Grupo 1, junto a las selecciones de  Perú y Venezuela. Pero los venezolanos se retirarían de la disputa poco antes de los duelos. Como resultado, la decisión para una de las vacantes quedó restringida a brasileños y peruanos.
Los partidos contra Perú fueron tensos, debido al partido del Campeonato Sudamericano 1957 no terminó con protestas de peruanos contra el arbitraje. En Perú, 1 a 1. Terry abrió el marcador para los peruanos e Índio recibió un pase de Bellini y empató el partido con un tiro de media distancia. De regreso al Maracaná, 120 mil personas presenciaron el partido decisivo. El peruano Carlos Lazón puso un balón en el poste. Garrincha añadió otro. Y la falta de Didi, la llamada Folha seca, falta sufrida por Índio, decidió el partido y Brasil se clasificó para el Mundial.

## Clasificación

### Grupo 1
| Equipo 1 | Agr. | Equipo 2 | Ida | Vuelta |
| -------- | ---- | -------- | --- | ------ |
| Perú     | 1-2  | Brasil   | 1–1 | 0-1    |

## Preparación
Vicente Feola, quien inicialmente fue designado como segundo entrenador, fue designado como entrenador del equipo. Convocó a 31 jugadores.
El grupo se sometió a exámenes médicos y odontológicos en la ciudad de Río de Janeiro y el 10 de abril de 1958 se dirigieron a Poços de Caldas para la primera fase de preparación, permaneciendo allí 11 días. Luego, el grupo se instaló en Araxá para una semana de entrenamiento. Al regresar a Río de Janeiro, se hicieron las primeras dispensas: portero Carlos Alberto Cavalheiro de la Portuguesa, lateral Cacá del Fluminense, mediocampista Chico Formiga del Palmeiras, el centrocampista Pampolini del Botafogo y el centrocampista Almir Pernambuquinho del Vasco da Gama.
Se realizaron partidos de entrenamiento en Pacaembu contra Corinthians y en Maracaná contra Flamengo, antes de dos partidos contra Paraguay (5-1) y (0-0) y dos contra la Bulgaria (3-0) y (3-1). Luego se anunciaron los nombres de los últimos cortes: portero Ernani de Bangu, Jadir del Flamengo, Altair del Fluminense, Gino del São Paulo y Canhoteiro de São Paulo.
El equipo partió el 24 de mayo y disputó dos partidos amistosos en Italia: en Florencia contra la Fiorentina (4-0) y el Internazionale (4-0). Llegó al pueblo de Hindås, cerca de Gotemburgo, donde se reunió la selección nacional durante el Mundial.
La selección brasileña cambió mucho a lo largo de la preparación. De los tres brasileños elegidos para el equipo ideal del Campeonato Sudamericano 1957, Roberto Belangero no fue al Mundial, Pepe fue reserva y Djalma Santos empezó en el banquillo. Jugadores como Pelé, Garrincha y Vavá también empezaron el torneo como suplentes.
Pelé era el jugador más joven en la historia de la Copa Mundial hasta que Norman Whiteside batió el récord en la Copa Mundial de Fútbol de 1982

## Jugadores
| #     | Nac | Nombre           | Posición       | Edad           | Club           |
| ----- | --- | ---------------- | -------------- | -------------- | -------------- |
| 1     |     | Castilho†        | Portero        | 31             | Fluminense     |
| 2     |     | Bellini †        | Defensa        | 28             | Vasco da Gama  |
| 3     |     | Gylmar†          | Portero        | 27             | Corinthians    |
| 4     |     | Djalma Santos†   | Defensa        | 29             | Portuguesa     |
| 5     |     | Dino Sani        | Mediocampista  | 26             | São Paulo      |
| 6     |     | Didí†            | Mediocampista  | 28             | Botafogo       |
| 7     |     | Mário Zagallo†   | Delantero      | 26             | Botafogo       |
| 8     |     | Oreco†           | Defensa        | 25             | Corinthians    |
| 9     |     | Zózimo†          | Defensa        | 25             | Bangu          |
| 10    |     | Pelé†            | Delantero      | 17             | Santos         |
| 11    |     | Garrincha†       | Delantero      | 24             | Botafogo       |
| 12    |     | Nilton Santos†   | Defensa        | 33             | Botafogo       |
| 13    |     | Moacir           | Mediocampista  | 22             | Flamengo       |
| 14    |     | Nílton de Sordi† | Defensa        | 24             | São Paulo      |
| 15    |     | Orlando†         | Defensa        | 22             | Vasco da Gama  |
| 16    |     | Mauro Ramos†     | Defensa        | 27             | São Paulo      |
| 17    |     | Joel†            | Mediocampista  | 26             | Flamengo       |
| 18    |     | José Altafini    | Delantero      | 19             | Palmeiras      |
| 19    |     | Zito†            | Mediocampista  | 25             | Santos         |
| 20    |     | Vavá†            | Delantero      | 23             | Vasco da Gama  |
| 21    |     | Dida†            | Delantero      | 24             | Flamengo       |
| 22    |     | Pepe             | Delantero      | 23             | Santos         |
| D. T. |     | Vicente Feola†   | Vicente Feola† | Vicente Feola† | Vicente Feola† |

## Participación

### Grupo 4
| Equipo          | Pts | PJ | PG | PE | PP | GF | GC | Dif |
| --------------- | --- | -- | -- | -- | -- | -- | -- | --- |
| Brasil          | 5   | 3  | 2  | 1  | 0  | 5  | 0  | 5   |
| Unión Soviética | 5   | 4  | 2  | 1  | 1  | 5  | 4  | 1   |
| Inglaterra      | 3   | 4  | 0  | 3  | 1  | 4  | 5  | -1  |
| Austria         | 1   | 3  | 0  | 1  | 2  | 2  | 7  | -5  |

| 8 de junio de 1958, 19:00 | Brasil                                | 3:0 (1:0) | Austria | Estadio Rimnersvallen, Udevalla                                      |                                                                      |
|                           | Altafini 38', 89' · Nilton Santos 49' | Reporte   |         | Asistencia: 25.000 espectadores Árbitro(s): Maurice Guigue (Francia) | Asistencia: 25.000 espectadores Árbitro(s): Maurice Guigue (Francia) |

| 11 de junio de 1958, 19:00                                            | Brasil | 0:0     | Inglaterra | Estadio Ullevi, Gotemburgo                                          |                                                                     |
|                                                                       |        | Reporte |            | Asistencia: 30.000 espectadores Árbitro(s): Albert Dusch (Alemania) | Asistencia: 30.000 espectadores Árbitro(s): Albert Dusch (Alemania) |
| Primer partido en la historia de los Mundiales que termina sin goles. |        |         |            |                                                                     |                                                                     |

| 15 de junio de 1958, 19:00 | Brasil       | 2:0 (1:0) | Unión Soviética | Estadio Ullevi, Gotemburgo                                           |                                                                      |
|                            | Vavá 3', 77' | Reporte   |                 | Asistencia: 50.000 espectadores Árbitro(s): Maurice Guigue (Francia) | Asistencia: 50.000 espectadores Árbitro(s): Maurice Guigue (Francia) |

### Cuartos de final
| 19 de junio de 1958, 19:00                                       | Brasil   | 1:0 (0:0) | Gales | Estadio Ullevi, Gotemburgo                                              |                                                                         |
|                                                                  | Pelé 66' | Reporte   |       | Asistencia: 25.923 espectadores Árbitro(s): Friedrich Seipelt (Austria) | Asistencia: 25.923 espectadores Árbitro(s): Friedrich Seipelt (Austria) |
| Pelé es el jugador más joven en anotar un gol, con solo 17 años. |          |           |       |                                                                         |                                                                         |

### Semifinales
| 24 de junio de 1958, 19:00 | Brasil                                  | 5:2 (2:1) | Francia                    | Estadio Råsunda, Solna                                                 |                                                                        |
|                            | Vavá 2' · Didi 39' · Pelé 52', 64', 75' | Reporte   | Fontaine 9' · Piantoni 83' | Asistencia: 27.100 espectadores Árbitro(s): Benjamin Griffiths (Gales) | Asistencia: 27.100 espectadores Árbitro(s): Benjamin Griffiths (Gales) |

### Final
| 29 de junio de 1958, 15:00 | Suecia                      | 2:5 (1:2) | Brasil                                     | Estadio Råsunda, Solna                                               |                                                                      |
| | Liedholm 4' · Simonsson 80' | Reporte   | Vavá 9', 32' · Pelé 55', 90' · Zagallo 68' | Asistencia: 51.800 espectadores Árbitro(s): Maurice Guigue (Francia) | Asistencia: 51.800 espectadores Árbitro(s): Maurice Guigue (Francia) |
| Primera y única vez que un país no europeo gana la copa del mundo en dicha sede. Pelé es el campeón del mundo más joven en la historia con 17 años. |                             |           |                                            |                                                                      |                                                                      |

## Campaña
El equipo que dirigió el técnico Vicente Feola realizó una buena campaña en la fase de grupos, con dos victorias y un empate. Brasil estaba en el Grupo 4, junto con Austria, Inglaterra y la Unión Soviética. Para el Mundial de 1958, Brasil cambió la forma táctica de jugar, pasando del 4-2-4 al 4-3-3. La innovación táctica fue el posicionamiento de Zagallo como un "punta retrasado". Según Zagallo: "Teníamos siete jugadores detrás. Cuando recibimos el balón, entré como si fuera un lateral izquierdo ofensivo. Jugamos ofensivamente con posesión del balón y nos cerramos cuando lo perdí.". La elección de Zagallo para el papel se debió a su preparación física: "Tuve la suerte de que Feola me eligiera. Había otros buenos extremos, como Pepe, pero él era un jugador de 50 metros. Yo era un jugador de 100 metros". Antes del torneo, Vicente Feola reunió a los capitanes de los equipos (Castilho, Didí, Nilton Santos, Gylmar, Mauro Ramos, Bellini) y les dijo que eligieran al capitán. "Vosotros decidiréis", dijo Feola. Los jugadores eligieron a Bellini.
En el debut, victoria por 3-0 sobre los austriacos. En el minuto 38, José Altafini abrió el marcador tras un pase de Didí. En el minuto 49, Nilton Santos recuperó un balón en defensa y avanzó. El seleccionador Vicente Feola gritó desesperadamente: "¡Vuelve, vuelve!", ya que los laterales tenían en ese momento tareas defensivas, pero Nilton Santos decidió ir aún más hacia delante, se plantó con José Altafini, se adentró en el área y batió con un toque el guardameta austriaco: 2-0 para Brasil. Desconcertado, el entrenador reaccionó: "Muy bien, Nílton". Otro pase de Didí a José Altafini redondeó la goleada. 3 a 0. Según Djalma Santos, Feola durmió en el banquillo cuando el partido estaba tranquilo. Se despertó y dijo al equipo que atacara. Entonces alguien le dijo a Feola: "Profesor, ya es tres a cero". Entonces él gritó: "¡Aguanta, aguanta, que ya es demasiado bueno!".
En el siguiente partido, contra los ingleses, sólo empató 0-0. El primer partido en la historia de un Mundial que acabó sin goles.  Según Nilton Santos: "Fue un partido difícil porque Inglaterra defendió más de lo que atacó. (..) El ataque brasileño no fue creativo. Joel, extremo derecho, por ejemplo, Era un extremo con características predecibles, normal como los demás". Didí: "No perdimos aquel partido contra Inglaterra con mucha suerte. Faltaban tres minutos para el final y el centrocampista izquierdo de Inglaterra controló un balón casi desde el punto de penalti, y llegó Nílton de Sordi y se lanzó a por él con el pecho y el balón tocó el cuerpo de De Sordi, y ahí nos salvamos de la derrota". Tras el partido, Paulo Machado de Carvalho habló con Didí: "Dije que Joel era un excelente jugador, pero estaba acostumbrado a jugar como cuarto hombre, Zagallo también jugaba como cuarto hombre, y prácticamente estaban Vavá y José Altafini aislados en la delantera, y necesitábamos más poder ofensivo, así que decidieron contra la Unión Soviética incluir a Garrincha y Pelé.".
En la última ronda, los brasileños se vieron obligados a derrotar a los soviéticos para garantizar la clasificación a la siguiente fase. El partido involucró a los dos favoritos al título antes del comienzo del torneo. A un mes del comienzo del torneo, el 18 de mayo de 1958, las casas de apuestas inglesas daban como favorita a la Unión Soviética, medalla de oro en Anexo:Fútbol en los Juegos Olímpicos de Melbourne 1956, con 3,5 puntos. Brasil era el segundo favorito a 6,0 y Argentina el tercero a 7. Debido al mal desempeño del equipo, el técnico decidió para el tercer partido sustituir a Joel, José Altafini y Dino Sani por Garrincha, Pelé y Zito. 
Brasil empezó el partido de forma devastadora. En los primeros tres minutos, el equipo puso dos veces el balón en el poste y abrió el marcador con Vavá en pase de Didi. Pelé para Vavá. 2 a 0. El corresponsal de L'Équipe, Gabriel Hanot, calificó la actuación inaugural de Brasil como "los mejores tres minutos de fútbol jamás jugados". Aunque Brasil derrotó a los soviéticos por apenas 2-0, la victoria deslumbró al público. Vittorio Pozzo, seleccionador de Italia campeona del mundo en 1934 y 1938, declaró tras el partido: "ningún equipo puede vencer a Brasil cuando juega así". Pozzo describió: "los [jugadores] brasileños trataron a sus adversarios con un sentido del humor que, más allá del disfrute estético, divirtió e hizo que el público soltara sonoras carcajadas".
En cuartos de final, con José Altafini en lugar de Vavá, Brasil tuvo dificultades para eliminar a la Gales por 1-0. José Altafini remató al poste en la primera parte. El gol de la victoria llegó en el minuto 28 por mediación de Pelé, quien, tras un pase de Didí, batió a Mel Charles y marcó un gol antológico. En el minuto 38, José Altafini marcó con una patada de bicicleta, que fue anulada por el árbitro por peligro de gol. Pelé se convirtió en el jugador más joven en marcar en una Copa del Mundo, un récord que sigue vigente hoy en día.
En semifinales, con Vavá de vuelta en lugar de José Altafini, los brasileños mostraron un gran fútbol contra la Francia, que contaba con el máximo goleador de la competición Just Fontaine), y vencieron al rival por 5 a 2. Didí para Vavá. 1 a 0. Piantoni para Fontaine. 1 a 1. Pelé para Didi. 2 a 1. Vavá para Pelé. 3 a 1. Vavá para Pelé, 4 a 1. Didí para Pelé. 5 a 1. Piantoni. 5 a 2. Según Pelé: "Francia era el equipo que más respetábamos. Yo no jugué los dos primeros partidos, Brasil no lo hizo bien, pero estaba seguro de que si Brasil ganaba a Francia, sería campeón. No perderíamos contra otro equipo. Y nuestro mejor partido fue contra Francia. Contra Suecia, el equipo local, no tuve miedo. Mucha gente cree que el partido contra Gales fue el más difícil, pero lo fue porque ellos sólo se defendieron. No corrimos ningún peligro. Francia era el único equipo que podía ganarnos".
En la final, contra los anfitriones, otra gran actuación. Aunque los suecos empezaron bien, abriendo el marcador, Brasil mostró tranquilidad y repitió el marcador ante los franceses por 5-2, la mayor derrota de un equipo en una final de Copa del Mundo. La única novedad en el equipo para la final fue la entrada de Djalma Santos en lugar de Nílton de Sordi. La final fue el debut de la camiseta azul como segundo uniforme de la Seleção, lo que se produjo debido a que Brasil perdió el sorteo para cambiar de uniforme (ya que ambos equipos jugaron con camiseta amarilla y pantalón azul). Hamrin para Liedholm. 0 a 1. Garrincha para Vavá. 1 a 1. Garrincha para Vavá. 2 a 1. Nilton Santos para Pelé. 3 a 1. Zagallo. 4 a 1. Gren para Simonsonn. 4 a 2. Zagallo para Pelé. 5 a 2. 
Es la final de un mundial con más goles y Pelé se convirtió en el jugador más joven en ganar un Mundial. Marcas que persisten hasta el día de hoy.
Según Pelé, la selección del 58 era más fuerte que la equipo de 1970: "Individualmente, creo que el equipo 58 tenía muchos más jugadores que el equipo 70. Si miras, Didi, Nilton Santos, Garrincha, Pelé, Bellini, excelente en pelotas altas, Zito en el medio. Si comparas el número de jugadores, 58 tenían el mejor equipo".

### Goleadores

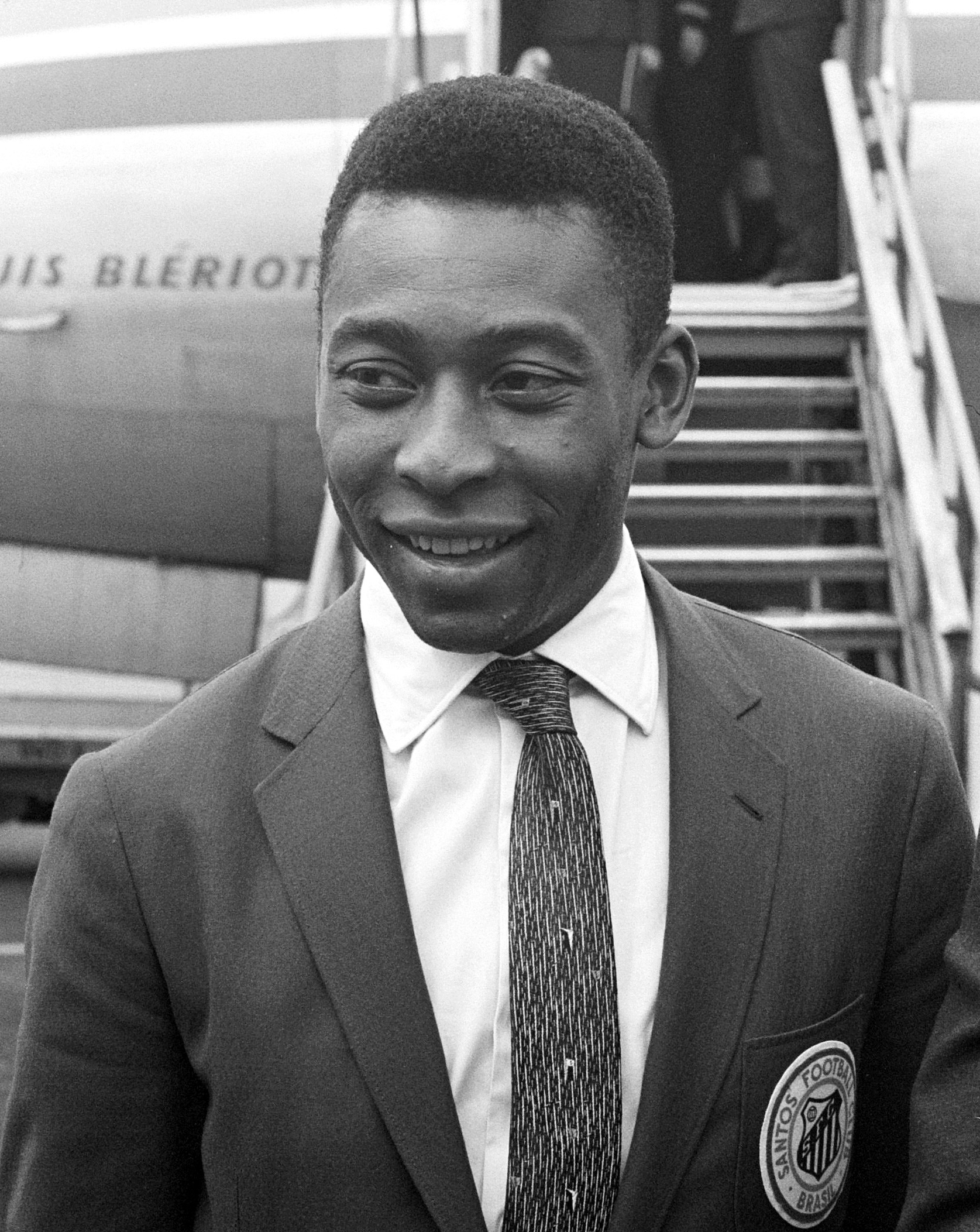
Pelé fue el goleador de Brasil y el segundo goleador del torneo.

| Jugador       | Posición      | Partidos | Goles |
| ------------- | ------------- | -------- | ----- |
| Pelé          | Delantero     | 4        | 6     |
| Vavá          | Delantero     | 4        | 5     |
| José Altafini | Delantero     | 3        | 2     |
| Nilton Santos | Defensa       | 6        | 1     |
| Didí          | Mediocampista | 6        | 1     |
| Mário Zagallo | Delantero     | 6        | 1     |

## Asistencias
6 asistencias
- Didí

2 asistencias
- José Altafini
- Pelé
- Garrincha

1 asistencias
- Zagallo
- Nilton Santos